# 우메가다니역
우메가다니역(일본어: 梅ヶ谷駅)은 일본 미에현 와타라이군 다이키정에 있는 도카이 여객철도 기세이 본선의 역이다. 섬식 승강장 1면 2선의 구조를 지닌 지상역이다.

## 타는 곳
| 1 | ■ 기세이 본선 | 상행 | 마쓰사카 · 나고야 방면 |
| 2 | ■ 기세이 본선 | 하행 | 오와세 · 신구 방면     |

## 이용 현황
| 연도     | 하루 평균 승차 인원 | 연도     | 하루 평균 승차 인원 |
| 1998년도 | 27                  | 2005년도 | 22                  |
| 1999년도 | 34                  | 2006년도 | 18                  |
| 2000년도 | 28                  | 2007년도 | 21                  |
| 2001년도 | 29                  | 2008년도 | 20                  |
| 2002년도 | 26                  | 2009년도 | 25                  |
| 2003년도 | 27                  | 2010년도 | 27                  |
| 2004년도 | 28                  |          |                     |
| -------- | ------------------- | -------- | ------------------- |

## 역 주변
- 오우치야마 강

## 역사
- 1965년 2월 27일 : 우메가다니 신호장(일본어: 梅ヶ谷信号場)으로서 개설.
- 1965년 11월 1일 : 역으로 승격, 우메가다니역이 개업.
- 1987년 4월 1일 : 민영화에 의해, 도카이 여객철도로 이관.

## 인접 정차역
| 도카이 여객철도 기세이 본선 | 도카이 여객철도 기세이 본선 | 도카이 여객철도 기세이 본선 |
| --------------------------- | --------------------------- | --------------------------- |
| 오우치야마 가메야마 방면    | ■ 기세이 본선               | 기이나가시마 신구 방면      |